# بوبژا (استان اشوی‌داشکسیه)
بوبژا (به لهستانی: Bobrza) یک منطقهٔ مسکونی در لهستان است که در گمینا میجانا گورا واقع شده‌است. بوبژا ۴۰۲ نفر جمعیت دارد.